# 2840 Kallavesi
2840 Kallavesi eller 1941 UP är en asteroid i huvudbältet som upptäcktes den 15 oktober 1941 av den finska astronomen Liisi Oterma vid Storheikkilä observatorium. Den har fått sitt namn efter den finska sjön Kallavesi.
Asteroiden har en diameter på ungefär 7 kilometer.